# 皮耶韦-阿尔比尼奥拉
皮耶韦-阿尔比尼奥拉（義大利語：Pieve Albignola），是意大利帕维亚省的一个市镇。总面积17平方公里，人口931人，人口密度54.8人/平方公里（2009年）。国家统计（ISTAT）代码为018112。